# كومرات
کومرات هي مدينة، تتبع غاغاوزيا، وComrat District ‏، بلغ عدد سكانها 20٬113  نسمة، في 2014، رمزها البريدي هو MD-3800.

## المناخ
يظهر الجدول التالي التغييرات المناخية على مدار السنة لكومرات:
| البيانات المناخية لـكومرات        | البيانات المناخية لـكومرات | البيانات المناخية لـكومرات | البيانات المناخية لـكومرات | البيانات المناخية لـكومرات | البيانات المناخية لـكومرات | البيانات المناخية لـكومرات | البيانات المناخية لـكومرات | البيانات المناخية لـكومرات | البيانات المناخية لـكومرات | البيانات المناخية لـكومرات | البيانات المناخية لـكومرات | البيانات المناخية لـكومرات | البيانات المناخية لـكومرات |
| الشهر                             | يناير                      | فبراير                     | مارس                       | أبريل                      | مايو                       | يونيو                      | يوليو                      | أغسطس                      | سبتمبر                     | أكتوبر                     | نوفمبر                     | ديسمبر                     | المعدل السنوي              |
| --------------------------------- | -------------------------- | -------------------------- | -------------------------- | -------------------------- | -------------------------- | -------------------------- | -------------------------- | -------------------------- | -------------------------- | -------------------------- | -------------------------- | -------------------------- | -------------------------- |
| متوسط درجة الحرارة الكبرى °م (°ف) | 0.7 (33.3)                 | 2.2 (36.0)                 | 7.6 (45.7)                 | 15.8 (60.4)                | 21.8 (71.2)                | 25.2 (77.4)                | 27.1 (80.8)                | 26.9 (80.4)                | 22.7 (72.9)                | 16.0 (60.8)                | 8.6 (47.5)                 | 3.4 (38.1)                 | 14.8 (58.7)                |
| المتوسط اليومي °م (°ف)            | −2.5 (27.5)                | −1.0 (30.2)                | 3.6 (38.5)                 | 10.7 (51.3)                | 16.4 (61.5)                | 19.8 (67.6)                | 21.5 (70.7)                | 21.1 (70.0)                | 16.9 (62.4)                | 10.9 (51.6)                | 5.0 (41.0)                 | 0.4 (32.7)                 | 10.2 (50.4)                |
| متوسط درجة الحرارة الصغرى °م (°ف) | −5.7 (21.7)                | −4.1 (24.6)                | −0.3 (31.5)                | 5.6 (42.1)                 | 11.1 (52.0)                | 14.5 (58.1)                | 16.0 (60.8)                | 15.3 (59.5)                | 11.2 (52.2)                | 5.9 (42.6)                 | 1.5 (34.7)                 | −2.5 (27.5)                | 5.7 (42.3)                 |
| الهطول مم (إنش)                   | 31 (1.2)                   | 35 (1.4)                   | 30 (1.2)                   | 39 (1.5)                   | 51 (2.0)                   | 71 (2.8)                   | 60 (2.4)                   | 44 (1.7)                   | 44 (1.7)                   | 26 (1.0)                   | 34 (1.3)                   | 35 (1.4)                   | 500 (19.6)                 |
| المصدر: Climate-data.org          |                            |                            |                            |                            |                            |                            |                            |                            |                            |                            |                            |                            |                            |

## مدن توأم
المدن التوأم:
- إسبرطة
- شمال نيقوسيا.